# Say Goodbye
Pour plus de détails, voir Fiche technique et Distribution.
Say Goodbye est un film américain réalisé par David H. Vowell, sorti en 1971.

## Synopsis
Le film décrit le sort de diverses espèces animales sous l'influence de l'homme. Il documente notamment la chasse aux phoques sur les îles Pribilof et les effets du DDT sur les populations de pélicans bruns au Texas.

## Fiche technique
- Titre : Say Goodbye
- Réalisation : David H. Vowell
- Scénario : David H. Vowell
- Musique : Arthur Morton
- Photographie : Allen Daviau
- Montage : John F. Link
- Production : David H. Vowell
- Société de production : Wolper Productions
- Pays de production :  États-Unis
- Genre : Documentaire
- Durée : 52 minutes
- Dates de sortie : 
  - États-Unis : 8 janvier 1971

## Distinctions
Le film a été nommé à l'Oscar du meilleur film documentaire